# Phileris diplodus
Phileris diplodus is een vliegensoort uit de familie van de roofvliegen (Asilidae). De wetenschappelijke naam van de soort is voor het eerst geldig gepubliceerd in 1976 door Tsacas & Weinberg.